# Barkeria obovata
Barkeria obovata es una especie de orquídea epífita originaria de Centroamérica desde México a Costa Rica.

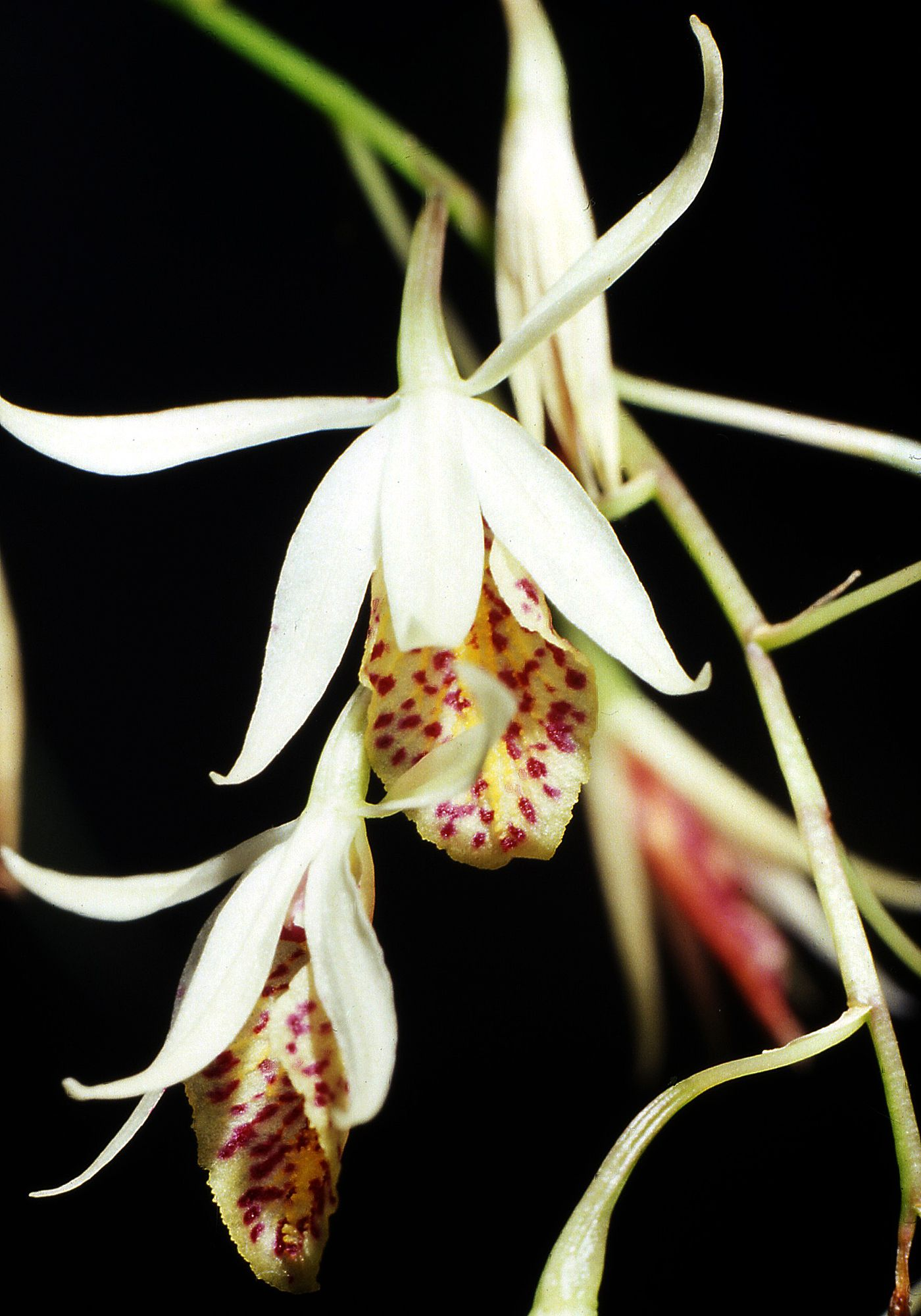
Detalle de la flor

## Distribución y hábitat
Se distribuye por México, Costa Rica, Guatemala, Honduras, Panamá y Nicaragua donde es común en los bosques decidiuos, en las zonas del pacífico y norcentral en alturas de 130–1250 metros. La floración se produce en diciembre–febrero.

## Descripción
Es una orquídea epífita con raíces gruesas; los tallos de 10 cm de largo, poco comprimidos, revestidos con vainas escariosas, sin hojas durante la época de floración. Las hojas tienen 2–5, 8 cm de largo y 0.8 cm de ancho, articuladas con sus vainas, verdes. Las inflorescencias con 4–50 flores, pedúnculo de 12–15 cm de largo, café en la porción no revestida de las vainas, las flores abriéndose poco, blancas, el labelo con nervios purpúreos, la columna verde-amarillenta; los sépalos de 12 mm de largo y 3 mm de ancho; los pétalos de 12 mm de largo y 2.5 mm de ancho; labelo ovalado, de 12 mm de largo y 9 mm de ancho, cortamente acuminado, los bordes laterales algo encorvados, disco con 3 carinas longitudinales elevadas y verrugosas; columna de 4 mm de largo; ovario 15 mm de largo, pedicelado.

## Taxonomía
Barkeria obovata fue descrita por (C.Presl) Christenson y publicado en Lindleyana 3(4): 221. 1988[1989].
Etimología
Ver: Barkeria
obovata: epíteto latino que significa "en forma de huevo invertido".
Sinónimos
- Oncidium obovatum C.Presl, Reliq. Haenk. 1: 99 (1827).
- Broughtonia chinensis Lindl., London J. Bot. 1: 492 (1842).
- Laeliopsis chinensis (Lindl.) Lindl., Paxton's Fl. Gard. 3: 156 (1853).
- Epidendrum nonchinense Rchb.f. in W.G.Walpers, Ann. Bot. Syst. 6: 324 (1862).
- Barkeria nonchinensis (Rchb.f.) Schltr., Orchideen: 206 (1915).
- Epidendrum chinense (Lindl.) Ames, Schedul. Orchid. 7: 4 (1924).
- Barkeria chinensis (Lindl.) Thien ex Dressler, Taxon 15: 241 (1966).[1]